# Walter Bryce Gallie
Walter Bryce Gallie (Lenzie, 5 de outubro de 1912 — Cardigan, 31 de agosto de 1998) foi um teórico social, teórico político e filósofo escocês. Foi, respectivamente, professor de filosofia na Universidade de Keele, professor de lógica e metafísica na Queen's University of Belfast e professor de ciência política na Universidade de Cambridge.

## Contribuições
Dentro da Filosofia da história, Gallie pode ser identificado como um filósofo analítico. Na década de 1960, seu livro Philosophy and the Historical Understanding (1964) e seu artigo The Historical Understanding (1963) trouxeram contribuições para a área, principalmente no que tange a explicação e a narrativa histórica. Para Gallie, a narrativa é o modelo de explicação próprio da História. Sendo a narrativa a capacidade de concatenar eventos até uma conclusão, não precisando ter uma sequência lógica, mas sim um desenvolvimento coerente das motivações dos agentes entre os acontecimentos. Essa narrativa é ligada também a capacidade do leitor de acompanhar e compreender o que está sendo contando, a essa capacidade Gallie associa a compreensão histórica. Para tal, a narrativa deve remeter a ações humanas que façam sentido ao leitor, que remetam as suas próprias experiências e ações. 